# クローサー・ユー・ゲット
『クローサー・ユー・ゲット』（英原題：The Closer You Get）は、2000年の映画。日本でのキャッチコピーは『全世界の男と女のモンダイ。』。VHS化の際『アメリカン・ウーマン』と改題された。

## ストーリー
アイルランド北西部に位置するドニゴール県。自然が美しく、青い草原では羊たちが草をはみ、人間と動物が共存している。しかし若者たちは羊には夢中になれず、仕事のストレスをパブで発散させる日々。
ある日彼らは、教会で観た映画（『テン』）がきっかけで、パートナー探しを始めるようになる。しかしこの街に、彼らが求める女はいない。キーランはシボーンにいとこを呼んでもらえないか聞いたが断られる。しかしシボーンのある一言と、パットにマイアミのいい女のポスターを見せてもらった彼らは、マイアミのヘラルド誌に「女求む」の広告を出し、聖マルタ祭の日のパーティーに招待しようと考える。
食料品店兼郵便局でパットの手紙をショーンの母メアリーが盗み見したことで、作戦は町中に広まっていき、ケイトに思いを募らせるイアンや、キーランに気があるシボーンの恋心にまで火をつけた。
キーランは女のためにと、紙を金髪に染め、腕立て伏せを始めるように。まだ女を知らないマザコン気味のオリーは、準備を整えるために童貞を捨てる決心をする。
そして、ついに広告が掲載されると、男たちは女に良いイメージをつけるため張り切って準備を始める。男たちは期待に胸を膨らませながらバス停にアメリカ女を迎えに行くが、誰もいない。肉屋に戻ったキーランだが、彼に気のあったシボーンは、無視されたことに加えて、他の女性に秋波を送ったことで、怒り心頭に発する。
聖マルタ祭の日、アメリカ女性は誰もいない。代わりにいるのは、シボーンが連れてきたスペイン男性ばかり。ここでキーランはドレス姿のシボーンを見て初めて彼女の良さに気づく。女性たちはこぞってスペイン男性になびいていく。これが気にくわないキーランはスペイン人に喧嘩を売るがあっさり倒されてしまい、祭りが終わってみれば、スペイン人たちは帰ってしまう。
翌日、パットとキーランは些細なことから喧嘩し、これが原因でケイトは離婚することを決意。イアンは街を去る彼女へ、キーランはシボーンへ向けて愛の気持ちを伝えるのだった。

## キャスト
※括弧内は日本語吹替（VHS収録）
- キーラン - イアン・ハート（檀臣幸） 肉屋を営んでいる。
- イアン - ショーン・マッギンレイ（牛山茂） キーランの兄で、羊飼い。
- ケイト - ニーアム・キューザック（田中敦子） パットの妻。
- パット - ユアン・スチュアート（石塚運昇） 元サッカーのスター選手で、ケイトの夫。
- シボーン - キャスリーン・ブラッドレイ（朴璐美） 肉屋で働く女。
- ショーン - ショーン・マクドノー
- メアリー - ルース・マッケイブ
- オリー - パット・ショート

## スタッフ
| 監督                       | アイリーン・リッチー                |
| ストーリー                 | ハービー・ウェイブ                  |
| 脚本                       | ウィリアム・アイボリー              |
| 製作                       | ウベルト・パゾリーニ                |
| 共同製作                   | ポリー・レイス マーク・ヒューファム |
| 撮影                       | ロベール・アラズラキ、A.F.C.        |
| 編集                       | スー・ワイアット                    |
| 音楽                       | レイチェル・ポートマン              |
| プロダクション・デザイナー | トム・マクラーフ                    |
| 衣裳デザイナー             | キャシー・ストラシャン              |

## 備考
- キャスリーン・ブラッドレイは、この作品が初の長編映画出演作品となる。また、ショーン・マクドノーはこの作品が初の映画出演となる[1]。
- この作品の舞台の村の建物は、もともと建っていたが、映画のために古ぼけて見えるよう塗り替えられている[1]。